# Hilaire Belloc
Pour les articles homonymes, voir Belloc.
Joseph Hilaire Pierre René Belloc (né à La Celle-Saint-Cloud le 27 juillet 1870 et mort à Guildford le 16 juillet 1953) est un écrivain et historien anglo-français, naturalisé sujet britannique mais conservant sa nationalité française en 1902. Il est l'un des écrivains britanniques les plus prolifiques des années 1920. Il se consacra tout autant à la satire et la polémique qu'à la poésie et au roman. Il était en outre très engagé en politique et fut un militant catholique opiniâtre, aux côtés de G. K. Chesterton. D'abord président de l’Oxford Union Society, il fut ensuite député de Salford de 1906 à 1910. Représentant du catholicisme social, il proposa une alternative au socialisme dans son livre L'État servile.
Belloc est passé à la postérité pour ses écrits poétiques, notamment ses contes moraux et ses poèmes religieux. Les plus connus sont : Jim, who ran away from his nurse, and was eaten by a lion et Matilda, who told lies and was burnt to death.

## Biographie

### Un étudiant atypique
Sa mère, Bessie Rayner Parkes (1829–1925), petite-fille du célèbre chimiste Joseph Priestley, était elle-même écrivain. Elle avait épousé en 1867 l'avocat français Louis-Marie Belloc, lui-même fils du peintre Jean-Hilaire Belloc et de Louise Swanton Belloc. Louis Belloc, ruiné par des spéculations boursières, mourut le 19 août 1872 en sa demeure de La Celle-Saint-Cloud, et sa jeune veuve emmena alors ses deux enfants, Hilaire et Marie-Adélaïde en Angleterre. Belloc, de père français et de mère anglaise, passa son enfance en Angleterre à Slindon, village dont il garde pendant toute sa vie la nostalgie : on en retrouve l'écho dans certains de ses poèmes, tels West Sussex Drinking Song, The South Country, et le plus mélancolique de tous, Ha'nacker Mill. Sa sœur, Marie Belloc Lowndes, devint romancière.

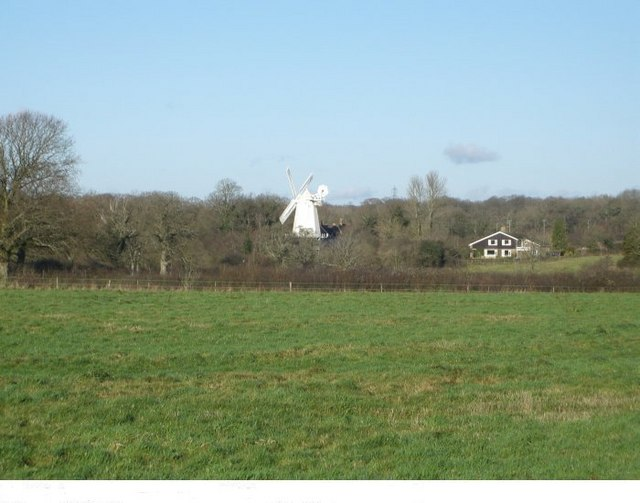
La campagne de Shipley et le moulin à vent (King's mill), pour la reconstruction duquel Belloc se mobilisa.

Après des études auprès de John Henry Newman chez les Oratoriens à Edgbaston, Birmingham, Belloc choisit d'effectuer son service militaire en France, et fut affecté au régiment d'artillerie de Toul en 1891. Il entreprit ensuite des études d'histoire à Balliol College (Oxford) et y obtint les premières places ; ce furent pour lui des années exaltantes, qu'il célèbrera là encore dans ses poèmes : « Balliol made me, Balliol fed me, / Whatever I had she gave me again ».
Doué d'une excellente constitution et d'une énergie peu commune, il pratiquait volontiers la marche, et s'y adonna toute sa vie que ce soit en Grande-Bretagne ou sur le continent. Pour rallier le domicile de sa future femme, l'Américaine Elodie Hogan, dont il avait fait connaissance en 1890, Belloc n'hésita pas à traverser à pied une bonne partie du Midwest pour rejoindre le nord de la Californie, payant les fermiers qui l'hébergeaient de croquis et de déclamation de ses propres poèmes. Il épousa finalement Elodie en 1896, et en 1906 acheta la propriété de King's Land à Shipley, dans le Sussex de l'ouest, où il passa l'essentiel du reste de sa vie. Elodie Hogan eut cinq enfants avant de mourir de la grippe en 1914. Belloc ne se remit jamais de cette disparition, et conserva intacte la chambre de son épouse.

### Carrière politique
Belloc, licencié ès arts de Balliol College (Oxford) en 1895, était un personnage de l'université, qui fut même élu président de cette sodalité vouée aux débats tous azimuts qu'on appelle l'Oxford Union Society. Amèrement déçu par le refus de sa candidature au grade de fellow de All Souls College (1895), il opta pourtant pour la nationalité britannique afin de se lancer dans la politique.
Entre 1906 et 1910, il siégea en tant que député libéral de Salford South. Au cours d'un discours de campagne, comme un homme l'interpelait et lui demandait de justifier qu'il n'était pas un « papiste », il se saisit du chapelet qu'il avait dans sa poche et répondit : « Cher Monsieur, je m'efforce d'aller à la messe chaque jour et de prier à genoux, et je prie avec ceci chaque soir ; si cela vous offense, alors je prie Dieu de m'épargner l'indignité de vous représenter à la Chambre. » Sur quoi la foule l'acclama et Belloc remporta le scrutin.
Son fils Louis, qui servait dans le Royal Flying Corps, fut tué en service commandé dans le nord de la France en 1918. Belloc fit placer un ex-voto dans la cathédrale de Cambrai, dans la chapelle latérale où se trouve la célèbre icône de Notre-Dame de Cambrai.
Dans les années 1930, il pratiquait la voile autant que ses moyens le lui permettaient et devint un yachtsman réputé, remportant plusieurs courses. On lui fit don d'un cotre, le Jersey, avec lequel, aidé de coéquipiers plus jeunes, il fit pendant plusieurs années le tour des côtes de l'Angleterre. L'un de ses compagnons, Dermod MacCarthy, a donné un récit de souvenirs de ces navigations : « Sailing with Mr Belloc ».
Belloc fut frappé d'une attaque cérébrale en 1941, dont il ne se remit jamais véritablement. À la suite d'une chute dans sa propriété de King's Land, il fut interné à l'hôpital de Guildford où il mourut le 16 juillet 1953. Il est inhumé dans le chœur de Notre-Dame de la Consolation de West Grinstead, dont il était un paroissien assidu. Dans son homélie, Mgr Ronald Knox dit de lui : « No man of his time fought so hard for the good things. »

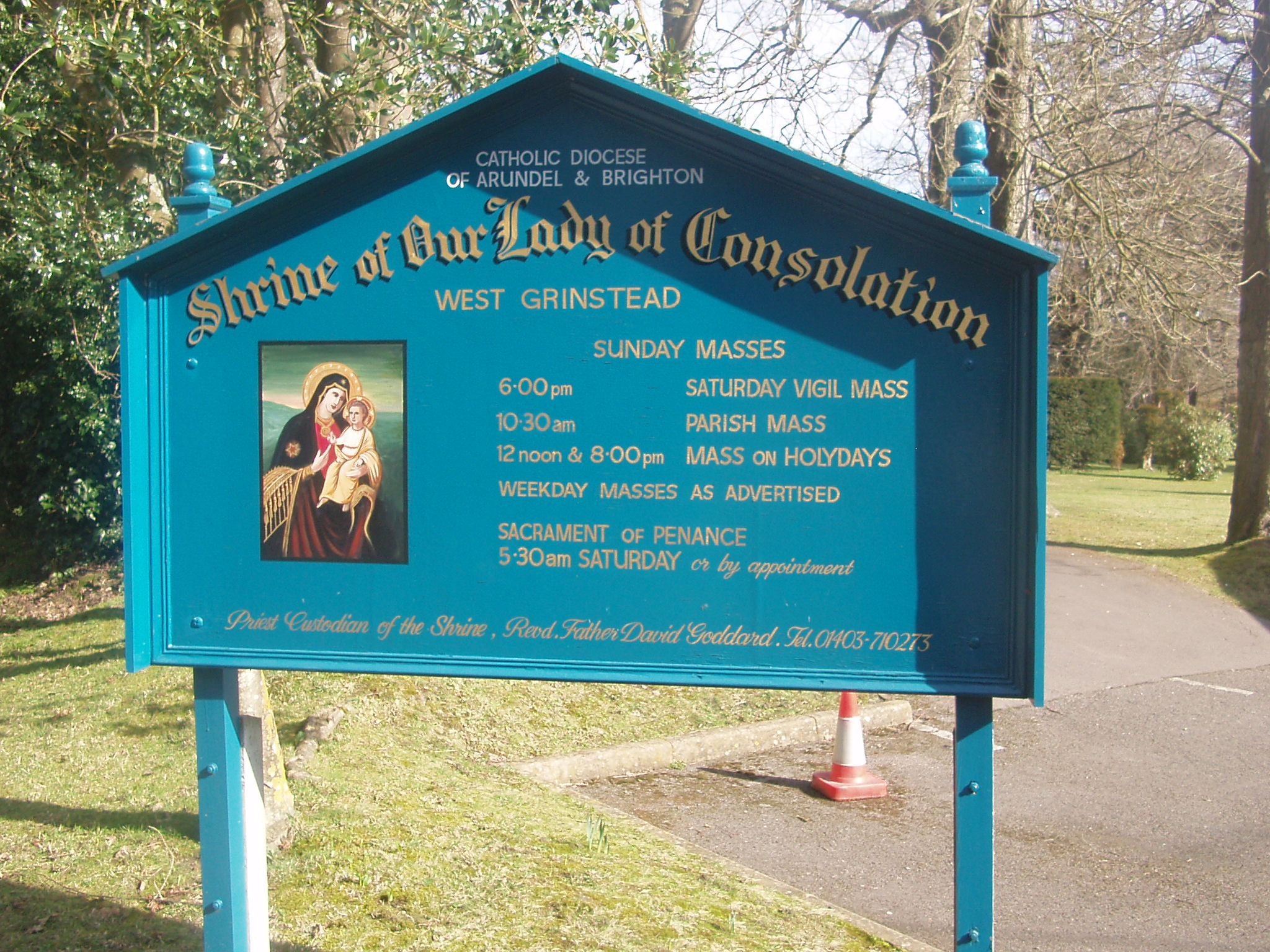
Lieu de sépulture
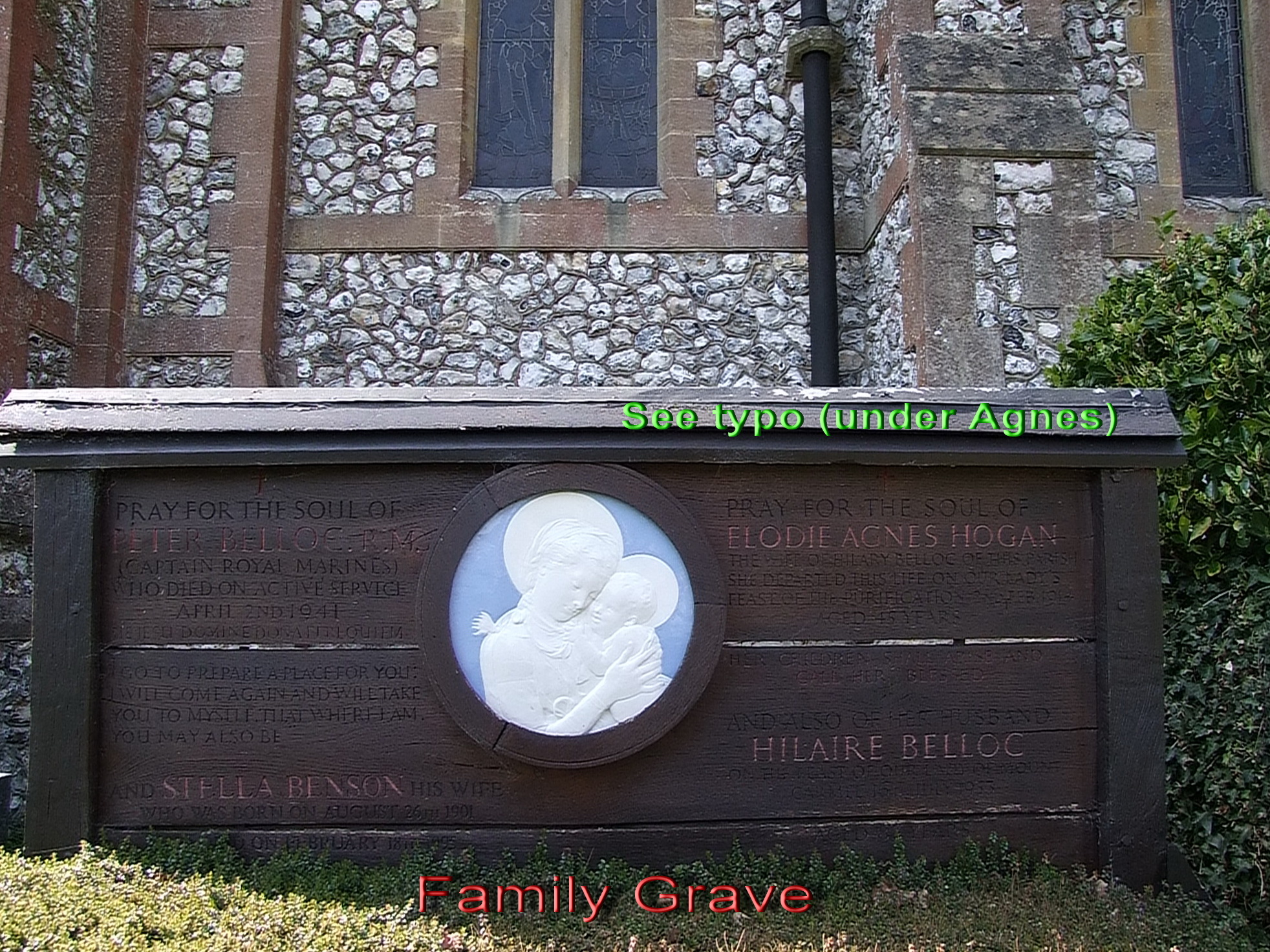
Le caveau de famille
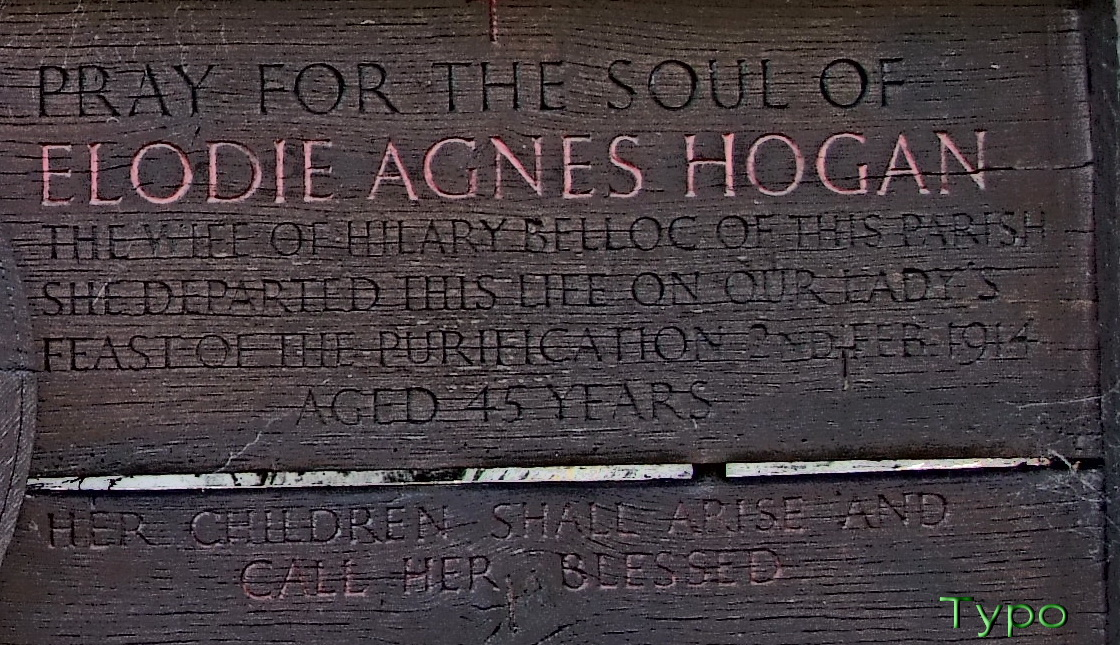
Gros plan sur l’épitaphe.
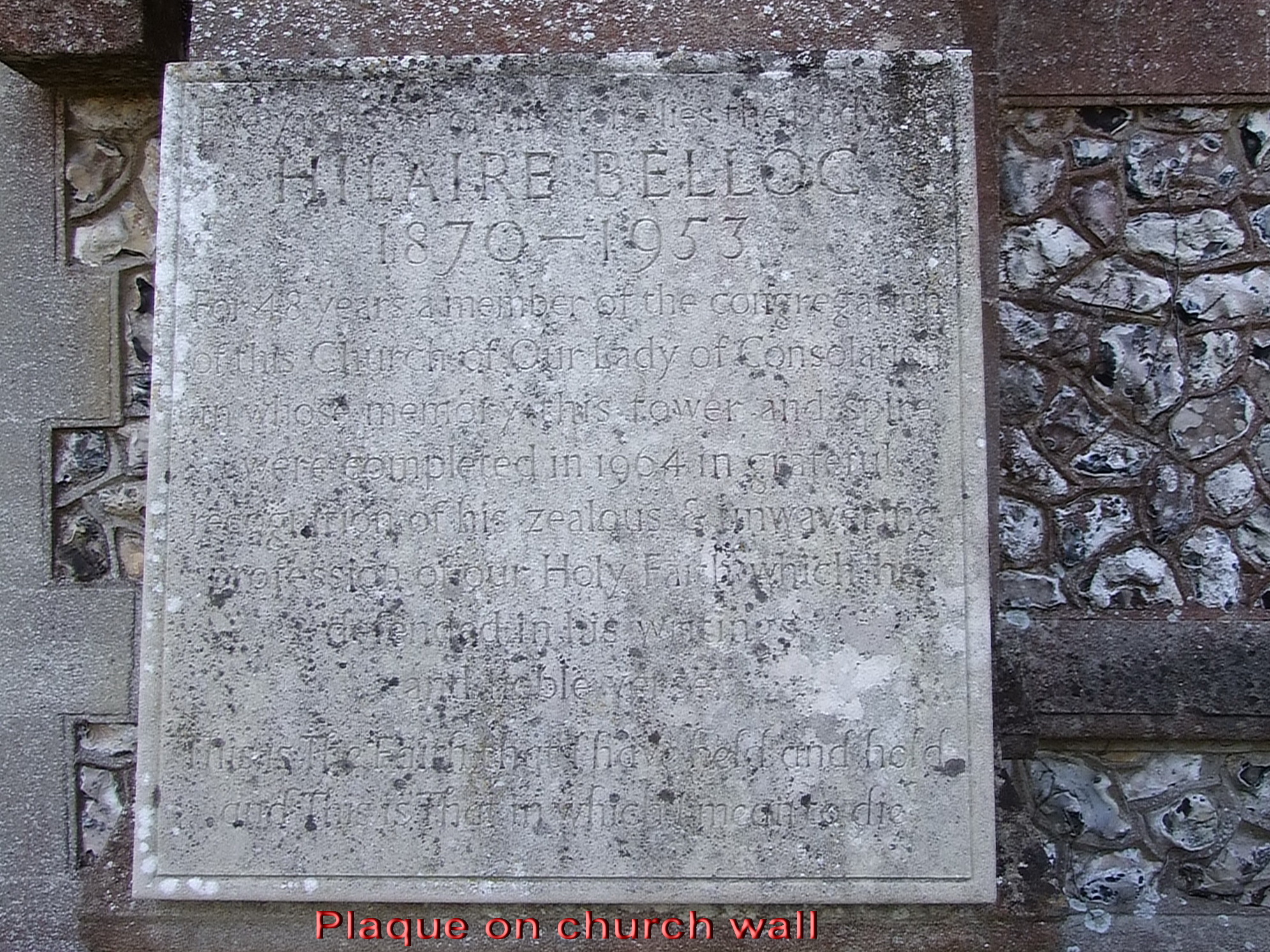
Plaque commémorant son action au sein de la paroisse

### Le polémiste

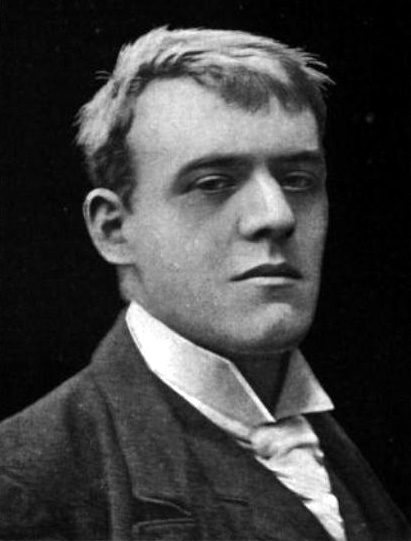
Portrait de l’écrivain pour les éditions W. Heinemann (1903)

Vivant essentiellement de sa plume, Belloc n'eut d'activité salariée que pendant la Grande Guerre, en tant que correspondant du journal Land and Water. Ses revenus furent toujours modestes.
Son activité de pamphlétaire connut son apogée, dans les années 1920, lorsqu'il publia une critique véhémente de l'essai historique de H. G. Wells intitulé Outline of History. Il reproche notamment à l'auteur son parti-pris athée et dénonce l’évolutionnisme et la théorie de la sélection naturelle, à ses yeux profondément discréditées. Wells se plaignit que « débattre avec M. Belloc revient à lutter contre une tempête. » La pointe critique de Belloc à propos de Outline of History est restée célèbre : il concède que le livre de Wells est « inspiré et fort bien écrit jusqu'à l'apparition de l'Homme, c'est-à-dire autour de la page sept. » Wells répliqua par une brève apostille intitulée « Les objections de M. Belloc » (Mr. Belloc Objects) ; à quoi Belloc, pour garder la main, répondit par un « M. Belloc persiste et signe » (Mr. Belloc still objects).
Le médiéviste britannique G. G. Coulton critiqua ses conceptions dans un article intitulé Mr. Belloc on Medieval History (1920). À l'issue d'une longue joute littéraire, Belloc publia à son tour un pamphlet, The Case of Dr. Coulton (1938).
Le style qu'adopta Belloc à l'âge mûr est conforme au surnom de « sacré tonnerre » (Old Thunder) qu'on lui donnait dans sa jeunesse. Son ami Arthur Stanley, lord Sheffield, rappelait son tempérament impétueux dans une préface qu'il composa pour « La Croisière de la Nona »
Dans un de ses romans de voyage, « Les Quatre Hommes » (The Four Men), Belloc paraît doter les principaux personnages de différentes facettes de sa personnalité. L'un d'eux improvise pour Noël une chanson à boire, dont voici un extrait :
'May all good fellows that here agree
Drink Audit Ale in heaven with me,
And may all my enemies go to hell!
Noel! Noel! Noel! Noel!
May all my enemies go to hell!
Noel! Noel!'
Or les autres personnages jugent ces couplets maladroits et bancals : ainsi, tandis que les paroles reflètent l'état d'esprit de Belloc, il sait faire preuve d'esprit critique envers lui-même.

## Œuvres

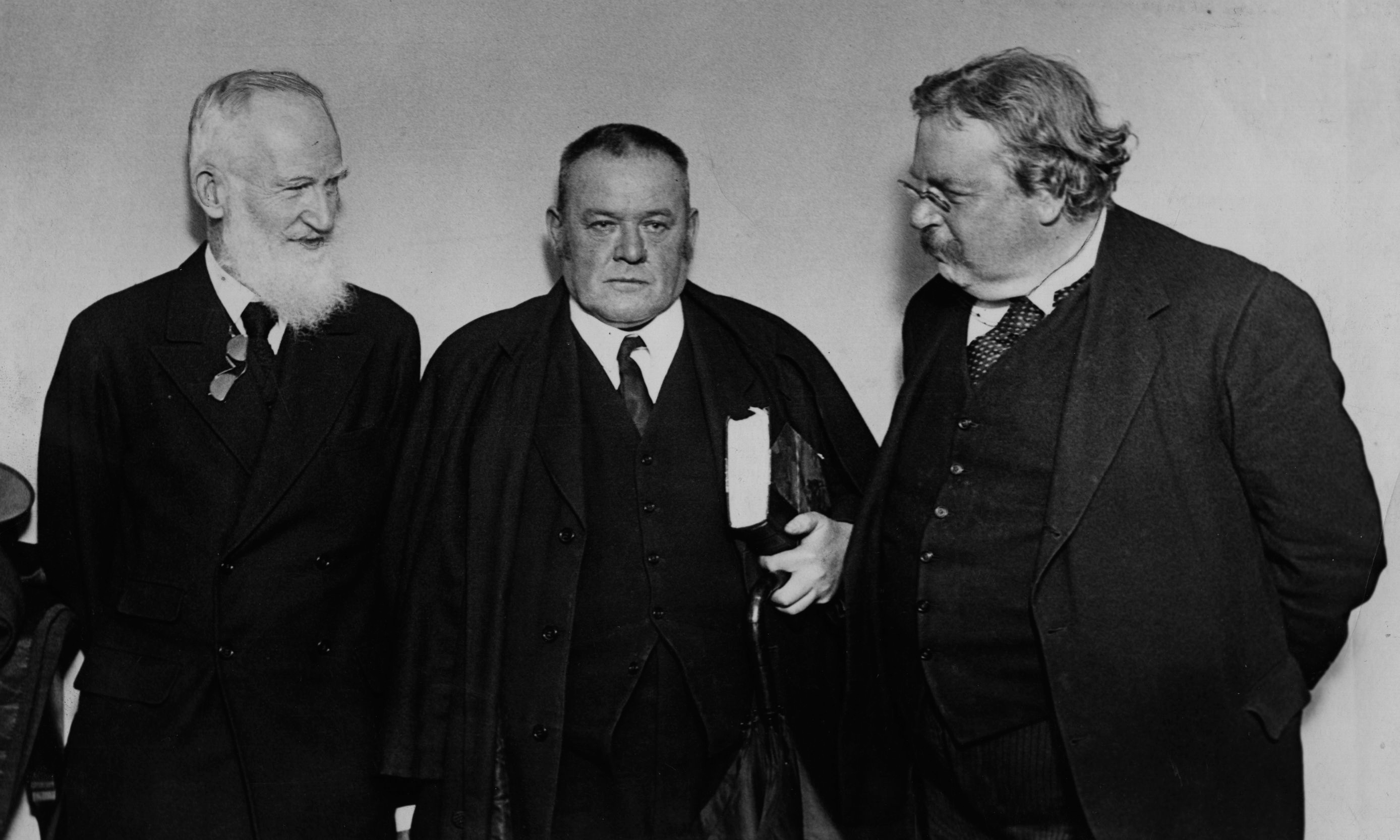
George Bernard Shaw, Hilaire Belloc et G. K. Chesterton en 1927.

Auteur éclectique, Belloc écrivit sur une multitude de sujets allant de l'armement à la poésie en passant par tous les thèmes d'actualité : on l'a rangé au nombre des « Big Four » de la littérature édouardienne aux côtés d’H. G. Wells, George Bernard Shaw et G. K. Chesterton, les ténors des années 1930. Belloc était proche de Chesterton, et Bernard Shaw désignait leur collaboration du sobriquet de Chesterbelloc.
Comme on lui demandait pourquoi il écrivait tant d'articles, il répliqua : « Parce que mes enfants raffolent de perles et de caviar. » Belloc était d'avis que la littérature doit avant tout fixer les canons du style, c'est-à-dire distinguer les œuvres qu'un écrivain doit considérer comme des modèles de bonne prose ou de bonne versification. Quant à son propre style en prose, il aspirait à être aussi clair et concis que la comptine « Mary had a little lamb. »

### Essais et littérature de voyage
Les meilleurs récits de voyage de Belloc ont conservé un public décennie après décennie. Le plus célèbre d'entre eux, The Path to Rome (1922), offre le récit du pèlerinage à pied que l'auteur accomplit après l'armistice depuis Toul jusqu'à Rome en passant par les Alpes. Bien plus qu'un journal de voyage, on y trouve des portraits, des conversations érudites imaginaires, de courts poèmes inspirés par les pays traversés, et surtout les croquis de paysages au crayon et à la plume de Belloc. À chaque page transparaît l’amour de l’écrivain pour l’Europe et pour le Christianisme qui l'a modelée.
Aux côtés de Chesterton, E. V. Lucas et de Robert Lynd, il était l'un des essayistes les plus populaires des années 1930.
Dans un passage de La Croisière de la Nona, Belloc, assis au gouvernail de son voilier sous le ciel étoilé, dévoile le fond de ses pensées sur la Religion et l'Homme, chantant « cette lumière d'or répandue par toute la Terre par le battement des ailes de la Foi. »

### Poésies

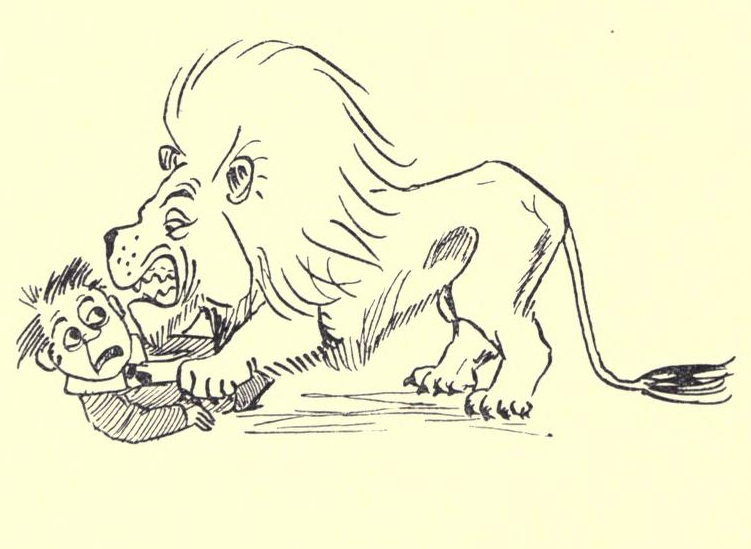
Illustration de B. Temple-Blackwood pour le recueil des Cautionary Tales d'Hilaire Belloc : Jim, qui s'éloigna de sa gouvernante et mourut mangé par un lion.

Ses Cautionary tales, fables pleines d'humour au second degré avec un dénouement invraisemblable (« Le Roi Henri, qui mâchait des bouts de ficelle et connut une effroyable agonie », ou « Rebecca, qui faisait claquer les portes pour s'amuser et périt misérablement »), illustrées par Basil T. Blackwood (qui signait « B.T.B. ») puis par Edward Gorey, sont très célèbres Outre-manche. Malgré le choix du genre (du registre de la littérature enfantine), leur contenu satirique les destine surtout, comme les contes de Lewis Carroll, au public adulte.
La fable de Mathilde la menteuse qui périt dans les flammes a été montée sur les planches par Debbie Isitt sous le titre Matilda Liar!. L'illustrateur Quentin Blake a décrit Belloc comme un adulte autoritaire doublé d'un enfant turbulent. Roald Dahl poursuivit dans la même veine que Belloc, mais ce dernier est plus grave et aussi plus amer :
It happened to Lord Lundy then
as happens to so many men
about the age of twenty-six
they shoved him into politics ...
qui se conclut sur :
The Aged Patriot groaned and died:
And gracious! how Lord Lundy cried!
Plus sérieux sont ses Sonnets et Vers : dans ce recueil, Belloc déploie le même art du rythme et de l'allitération que dans ses comptines. Ses thèmes y sont le plus souvent religieux, parfois romantiques ; son récit The Path to Rome est un long poème en prose.

### Essais économiques et politiques
Ses trois essais les plus célèbres sont « L’État servile » (1912), « L’Europe et la Foi » (1920), et Les Juifs (1922).
Belloc avait fait très jeune la connaissance du cardinal Henry Edward Manning, qui avait converti sa mère au catholicisme. Il fut vivement impressionné par l'engagement du prélat dans la grande grève des dockers de Londres en 1889, à laquelle on retrouve des allusions dans The Cruise of the Nona (1925), et selon son biographe Robert Speaight (en), il faut voir là l'une des raisons de sa haine du capitalisme débridé, ainsi que de plusieurs aspects du socialisme.
Avec d’autres penseurs chrétiens (Cecil et G. K. Chesterton, Arthur Penty) Belloc avait imaginé une sorte de troisième voie socio-économique, le distributionnisme. Dans L’État servile, qu'il composa alors que sa carrière politique venait de s’achever, puis dans d’autres essais, sa critique de l’ordre économique moderne et du parlementarisme l'amène à proposer cette nouvelle doctrine, non comme une perspective ou un programme économique novateur, mais plutôt comme un retour à l'ordre ancien, celui des sociétés catholiques européennes traditionnelles. Il appelle à la dissolution des parlements et à leur remplacement par des syndics des différents secteurs de la société civile, idée que l'on retrouve chez d'autres penseurs de la révolution conservatrice sous le nom de corporatisme ; cependant il faut dire que l'idéal de Belloc, comme celui des chrétiens sociaux de l'Entre-deux guerres, est bien davantage une réminiscence du corporatisme d'Ancien Régime (« paléo-corporatisme »), référence à un Moyen Âge idéalisé, qu'un corporatisme au sens des idéologues fascistes, qui est une synthèse de productivisme d’État et de capitalisme paternaliste.
À la lumière de cette doctrine, Belloc produisit toute une série de biographies controversées de grands hommes, parmi lesquels Olivier Cromwell, le roi Jacques II et Napoléon Bonaparte. Ces essais sont autant de prétextes à vanter l’orthodoxie catholique et à critiquer divers aspects du modernisme.
Hors du champ académique, Belloc s'agaçait de ce qu'il appelait l’« histoire officielle », à ses yeux une réelle imposture. Joseph Pearce relève aussi les attaques de Belloc contre le sécularisme dont est empreint l’essai de H.G. Wells intitulé Outline of History:
« Belloc s’opposait à la prise de position tacitement anti-chrétienne, qui éclatait particulièrement dans le fait qu'il avait, dans son History, consacré davantage de pages à la campagne des Perses contre les Grecs qu'à la naissance du christianisme. »
Il écrivit aussi souvent sur l'histoire militaire et ne dédaignait pas même l’uchronie : dans ce genre, il contribua à un recueil de John Squire, If It Had Happened Otherwise (1931).

### Religion
« La Foi, c'est l'Europe, et l'Europe, c'est la Foi » : par ces mots, Belloc montre la valeur identitaire et culturelle que le catholicisme revêt à ses yeux. Il développa ce point de vue à de multiples reprises dans ses écrits de la période 1920–1940, qui dans le monde anglophone sont toujours cités comme exemplaires de l’apologétique catholique, et opposés aux idées de Christopher Dawson, son contemporain.
Adolescent, Belloc avait perdu la foi ; mais une crise spirituelle, sur laquelle il ne s'est jamais exprimé, et pourtant à laquelle il est fait allusion dans La Croisière de la Nona, le réconcilia définitivement avec le catholicisme. Selon son biographe A.N. Wilson, Belloc ne s'est jamais totalement détourné de la foi. La crise spirituelle est décrite en détail dans The Path to Rome (p. 158–161) : elle a eu lieu dans le village d’Undervelier à l'heure des vêpres : « Non sans larmes, je considérai la nature de la croyance (...) c'est une bonne chose de ne pas avoir à revenir vers la foi. »
Le catholicisme de Belloc était sans compromis : pour lui, l’Église était le foyer et la demeure de l’Esprit de l'Homme. De façon plus légère, le mot de Belloc : « Partout où brille le soleil du catholicisme, on trouve l'amour, les rires et le bon vin », résume son apologie de la culture catholique. Il n'avait que des mots méprisants pour l'anglicanisme, et ne mâchait pas ses mots pour décrire les hérétiques :
Hérétiques, d’où que vous soyez,

De Tarbes, de Nîmes ou d’Outre-mer,

vous n’aurez de moi nulle compassion ;

Caritas non conturbat me.
Dans sa « Complainte sur l’hérésie pélagienne », il se fait même plus grinçant encore, décrivant comment l’évêque d’Auxerre,
De sa massive crosse épiscopale

si furieusement cognait, de-ci, de-là

tous hérétiques, grands ou rablés,

qu’ils auraient préféré le gibet.

### Ouvrages

#### Traductions françaises
- « M. Wells et Dieu », dans Chroniques (trad. Jeanne Fournier-Pargoire), Paris, Plon, n° 5, 1928, 209 p., p. 1-64.
- Jeanne d'Arc (trad. Marguerite Faguer, préf. d'Henri Massis), Paris, Librairie de Paris/Firmin-Didot et Cie, 1931, 204 p.
- Marie-Antoinette (trad. Suzanne Campaux), Paris, Payot, 1932, 484 p.
- Richelieu (trad. Théo Varlet, préf. Pierre Lorson), Paris, Payot, 1933, 336 p.
- Le Génie militaire du duc de Marlborough (trad. Emmanuel Rinon), Paris, La Nouvelle Revue critique, 1934, 223 p.
- Au Temps d'Élisabeth : Renaissance et Réforme en Angleterre (trad. J.-M. Lavalette), Paris, M. Daubin, 1946, 223 p.
- La Grâce d'Allah (trad. Jules Castier), Paris, Les Éditions universelles, 1947 (rééd. Durendal, 2020), 349 p.  (ISBN 978-2-930788-41-8).
- Naviguant à la voile (trad. Maurice Beerblock), Paris, Amiot-Dumont, 1952, 239 p.
- Les Grandes Hérésies : l’Église dans la tourmente (trad. Benjamin Ferrando), Paris, Artège, 2022, 272 p.  (ISBN 9791033612667).
- La Restauration de la propriété (trad. Benjamin Ferrando), Paris, Perspectives Libres, 2022.
- L'État Servile : Vous ne posséderez rien (trad. Radu Stoenescu), Paris, Éditions Carmin, 2023  (ISBN 978-2-493247-02-5)

#### Œuvres originales
- (en) Emmanuel Burden, merchant of Thames St., Londres, Methuen, s. d., 223 p.
- (en) Mr. Clutterbuck's election, Londres, T. Nelson and sons, s. d., 277 p.
- (en) More beasts for worse children, Londres, Duckworth, s. d., 48 p.
- (en) More peers, Londres, Duckworth, s. d., 49 p.
- (en) The Historic Thames, Londres, J. M. Dent and sons, s. d., 204 p.
- (en) The Bad child's book of beasts, Londres, Duckworth, s. d., 48 p.
- (en) The Modern traveller, Londres, E. Arnold, 1898, 80 p.
- (en) Danton : a study, Londres, J. Nisbet, 1899 (rééd. 1928), 456 p.
- (en) Lambkins' remains, Oxford, J. Vincent, 1900, 145 p.
- (en) Robespierre : a study, Londres, J. Nisbet, 1901, 402 p.
- (en) Paris, Londres, Methuen, 1902, 488 p.
- (en) The aftermath or Gleanings from a busy life, Londres, Duckworth, 1903, 202 p.
- (en) On nothing and kindred subjects, Londres, Methuen, 1908, 284 p.
- (en) A Change in the cabinet, Londres, Methuen, 1909, 312 p.
- (en) Marie-Antoinette, Londres, Methuen, 1909, 446 p.
- (en) The Pyrenees, Londres, Methuen, 1909, 352 p.
- (en) The old Road, Londres, Constable, 1910, 293 p.
- (en) Pongo and the Bull, Londres, Constable, 1910, 306 p.
- (en) On something, Londres, Methuen, 1910, 233 p.
- (en) First and last, Londres, Methuen, 1911, 322 p.
- (en) The Girondin, Londres, T. Nelson and sons, 1911, 373 p.
- (en) Verses, Londres, Duckworth, 1911, 95 p.
- (en) The Battle of Blenheim, Londres, S. Swift, 1911, 144 p.
- (en) The Four Men, Londres, T. Nelson and Sons, 1912, 321 p.
- (en) This and that and the other, Londres, Methuen, 1912, 295 p.
- (en) Crécy, Londres, S. Swift, 1912, 114 p.
- (en) The Green Overcoat, Bristol, J. W. Arrowsmith, 1912, 346 p.
- (en) The River of London (ill. John Muirhead), Londres, T. N. Foulis, 1912, 153 p.
- (en) Tourcoing, Londres, S. Swift, 1912, 117 p.
- (en) The servile State, Londres, T. N. Foulis, 1913, 208 p.
- (en) The Stane Street (ill. William Hyde (en)), Londres, Constable, 1913, 314 p.
- (en) Warfare in England, Londres, Williams and Norgate, 1913, 256 p.
- (en) The Book of the Bayeux tapestry, Londres, Chatto and Windus, 1914.
- (en) A General sketch of the European war, Londres, T. Nelson and sons, 1915.
- (en) The two Maps of Europe and some other aspects of the Great War, Londres, C. A. Pearson, 1915, 128 p.
- (en) The History of England..., Londres, Sands, 1915.
- (en) The path to Rome, Londres, G. Allen and Unwin, 1916, 463 p.
- (en) Hills and the sea, Londres, Methuen, 1918, 224 p.
- (en) Europe and the faith, Londres, Constable, 1920, 391 p.
- (en) On, Londres, Methuen, 1923 (rééd. 1967), 224 p.
- (en) Economics for Helen, Londres, J. W. Arrowsmith, 1924, 246 p.
- (en) Short talks with the dead and others, Londres, Cayme press, 1926, 208 p.
- (en) Miniatures of French history, Londres, Th. Nelson and sons, 1926, 292 p.
- (en) Mr. Belloc still objects to Mr. Wells's 'Outline of history', Londres, Sheed and Ward, 1926, 53 p.
- (en) The Emerald of Catherine the Great (ill. G. K. Chesterton), Londres, J. W. Arrowsmith, 1926, 250 p.
- (en) A Companion to Mr. Wells's 'Outline of history, Londres, Sheed and Ward, 1926, 125 p.
- (en) The Haunted house (ill. G. K. Chesterton), Londres, J. W. Arrowsmith, 1927, 270 p.
- (en) The Jews, Londres, Constable, 1928, 335 p.
- (en) How the Reformation happened, Londres, J. Cape, 1928, 297 p.
- (en) The Hedge and the horse, Londres, Cassell and Cie, 1936, 300 p.
- (en) An Essay on the restoration of property, Londres, Distributist league, 1936, 88 p.
- (en) The crisis of our civilization, Londres, Cassell and Cie, 1937, 251 p.
- (en) Napoleon, Paris/Bologne, The Albatross, 1937, 464 p.
- (en) An essay on the nature of contemporary England, Londres, Constable, 1937, 90 p.
- (en) The Great Heresies, Londres, Sheed and Ward, 1938, 285 p.
- (en) Monarchy : a study of Louis XIV, Londres, Cassell and Cie, 1938, 404 p.
- (en) Places, Londres, Cassell, 1942, 285 p.
- (en) Elizabethan commentary, Londres, Cassell, 1942, 202 p.
- (en) Avril, being essays on the poetry of the French Renaissance, Londres, Sheed and Ward, 1945, 110 p.
- (en) The Eye-witness, Londres, J. M. Dent and sons, 1949, 255 p.
- (en) Selected essays (préf. John Bingham Morton), Londres, Methuen, 1950, 303 p.
- (en) A moral alphabet, Londres, G. Duckworth, 1950, 64 p.
- (en) Hilaire Belloc : an anthology of his prose and verse selected by W. N. Roughead, Londres, R. Hart-Davis, 1951, 283 p.
- (en) Songs of the South country, Londres, G. Duckworth, 1951, 32 p.
- (en) Sonnets and verse (préf. Reginald Jebb), Londres, G. Duckworth, 1954, 183 p.
- (en) One thing and another, Londres, Hollis and Carter, 1955, 223 p.
- (en) Characters of the Reformation, Londres, Sheed and Ward, 1955, 225 p.
- (en) The cruise of the Nona (préf. Stanley d'Alderley), Londres, Constable, 1955, 385 p.
- (en) Collected verse (préf. Ronald Knox), Harmondsworth, Penguin books, 1958, 189 p.
- (en) Letters from Hilaire Belloc. Selected and edited by Robert Speaight, Londres, Hollis and Carter, 1958, 325 p.
- (en) Advice (préf. Evelyn Waugh), Londres, Harvill press, 1960, 39 p.
- (en) Essays of a Catholic, Books for Libraries Press, 1967, 319 p.
- (en) A conversation with an angel and other essays, Freeport, Books for libraries press, 1968, 298 p.
- (en) This and that and the other, Freeport, Books for libraries press, 1968, 361 p.
- (en) At the sign of the Lion and other essays, Freeport, Books for libraries press, 1969, 76 p.  (ISBN 0-8369-1318-3).
- (en) Hills and the sea, Westport, Greenwood press, 1970, 329 p.
- (en) Milton, Westport, Greenwood, 1970, 313 p.
- (en) The contrast, New York, Arno press, 1974, 267 p.
- (en) On the place of Gilbert Chesterton in English letters (préf. Douglas Woodruff), Londres, Sheed and Ward, 1940 (rééd. 1977), 109 p.  (ISBN 0-915762-04-8).
- (en) Complete verse (préf. A. N. Wilson (en)), Londres, Pimlico, 1991, 296 p.  (ISBN 0-7126-5024-5).
- (en) Cautionary verses (ill. Quentin Blake), Londres, J. Cape, 1993, 357 p.